# Lycocerus ryukyuanus
Lycocerus ryukyuanus is een keversoort uit de familie soldaatjes (Cantharidae). De wetenschappelijke naam van de soort werd in 1970 gepubliceerd door Wittmer.